# Gare de Kruiningen-Yerseke
La gare de Kruiningen-Yerseke (en néerlandais station Kruiningen-Yerseke) est une gare néerlandaise située entre Yerseke et Kruiningen, dans la province de la Zélande.
Elle est située sur la ligne Rosendael - Flessingue, desservant la péninsule zélandaise formée par Zuid-Beveland et Walcheren.
Les trains s'arrêtant à la gare de Kruiningen-Yerseke font partie du service assuré par les Nederlandse Spoorwegen reliant Flessingue à Rosendaël, régulièrement en service continu jusqu'à Amsterdam. Depuis la suppression du bac reliant Kruiningen à Perkpolder en Flandre zélandaise, la fréquentation de la gare a beaucoup diminué.
Le bâtiment de la gare est abandonné depuis 2006 ; il est à louer et la salle d'attente n'est plus accessible aux voyageurs.